# Nina Otkalenková
Nina Otkalenková, rozená Pletňovová; rusky Нина Григорьевна Откаленко (23. května 1928 – 13. května 2015) byla sovětská atletka, mistryně Evropy v běhu na 800 metrů z roku 1954.

## Osobní rekordy
- 400 metrů - 55,0 sekundy (1954)
- 800 metrů - 2:05.0 minut (1955)
- 1500 metrů - 4:37.0 minuty (1952)